# زي شارو
زي أو بدلة شارو أو شارا (بالاسبانية: traje de charro, in)  هو نمط من اللباس نشأ في المكسيك ويعتمد على ملابس نوع من الفرسان، يسمون شارو . غالبًا ما يرتبط نمط الملابس بالمشاركين في الكاريادا ، وعازفي موسيقى المارياتشي ، والتاريخ المكسيكي ، والاحتفال في المهرجانات. زي شارو هو الزي المرتبط بالمكسيك حول العالم. يُنظر إليه على أنه شعار وطني ووسيلة للتعبير عن الفخر الشخصي بالتراث المكسيكي.
يمكن أن يرتدي الرجال أو النساء ملابس الشارو ولها مستويات مختلفة من الشكليات بدءًا من ملابس العمل وحتى الملابس الرسمية باهظة الثمن. تتكون الملابس من سراويل ضيقة أو مزينة أو تنورة طويلة وسترات قصيرة وربطات عنق حريرية وغالبًا ما يتم ارتداؤها مع صمبريرة واسعة الحواف وغيرها من الملحقات حسب الاقتضاء.

## التصميم
الزي الأساسي الذي يرتديه الرجال يتكون من سراويل طويلة ضيقة مغطاة بالزخارف على الجوانب.  المعطف الذي يرتديه الرجال والنساء على السواء يكون قصيراً ومطرزاً .  تُعرف هذه المعاطف أيضًا باسم سترات بوليرو أو شاكيتيلاس.  غالبًا ما يصور التطريز الحياة النباتية أو زخارف الأزتك أو موضوعات أخرى.  تقليديًا، كان التطريز مصنوعًا من خيوط معدنية أو من ألياف البيتيا.  تتكون أزياء الشارو أيضًا من قبعة واسعة الحواف ( سمبريرو ) وربطة عنق حريرية.  زي التشارا للنساء مشابه، حيث ترتدي النساء تنورة طويلة مطرزة تصل إلى الكاحلين بدلاً من البنطال.  عادةً ما تكون التنورة ممتلئة بدرجة كافية للسماح للمرأة بركوب السرج الجانبي .  قد تشمل الجوانب الأخرى للزي القميص الرسمي، والفصول ، والسراب ، وحزام البيتيا.  غالبًا ما تكون الملابس ملونة.  الأحذية إما أن تكون جزمة ذات كعب عالي، أو حذاء جلدي.
تم تصنيف الإصدارات المختلفة من زي شارو بناءً على قرار عام 1960 الصادر عن اتحاد شارو الوطني.  يُعرف الأقل رسميًا باسم فاينا أو ملابس العمل.  المستويات التالية هي حفل وسائل الإعلام ، حفل ، حفل كبير وآداب أو رسمية.  يرتدي فنانو المارياتشي نسخة من زي شارو يُطلق عليه "نسخة الحفل" وغالبًا ما يكون أسود مع فضي، على الرغم من أن المارياتشي المعاصرين يرتدون ملابس أكثر ألوانًا.  زي الفاينا غير مزخرف ونموذجي للعمل في الشاروس.
تم الإبلاغ عن زي شارو باهظ الثمن في طبعة عام 1942 من Arizona Republic والتي كانت مزينة بالفضة و"تم تقييمها بـ 10000 بيزو ".  في عام 1985، صنع فيكتور المراز من كاليفورنيا مجموعة شارو تتكون أساسًا من حوالي 2500 علبة ألمنيوم متشابكة يمكن سحب ألسنة.
يُنظر إلى ملابس شارو على أنها رمز تمثيلي للثقافة المكسيكية.  غالبًا ما يتم دمج الزي وصور شارو الأخرى في الإعلانات السياحية وأصبح أحد "الشعارات الأكثر شهرة عالميًا للهوية المكسيكية حول العالم."  يمكن ارتداء بدلة شارو للتعبير عن الفخر بالتراث المكسيكي.

## التاريخ
يمكن إرجاع أصول زي شارو إلى سالامانكا في القرن السادس عشر.  جلب الغزاة الإسبان هذا النوع من الملابس معهم إلى المكسيك.  عندما استعمرت إسبانيا المكسيك، جعلت الحكومة في البداية من غير القانوني للمكسيكيين الأصليين ركوب الخيول دون الحصول على إذن من مالك الأراضي الإسباني.  كان هذا جزءًا من النظام الذي أنشأ نظام الطبقة أو النظام الطبقي في المكسيك.  عندما سمح الإسبان للطبقات الدنيا بركوب الخيل، طُلب منهم ارتداء ملابس تميزهم عن الإسبان، مما أدى إلى ظهور موضة جديدة.  كانت الحافة العريضة للصمبريرو التي يرتديها شاروس تحميهم من الشمس ومن إصابات الرأس بسبب التاج الصلب. تم ارتداء البنطلون بشكل  لمنع تمزق الفرشاة أو الشبارال وتم ارتداء المعطف قصيرًا لتوفير وصول أفضل إلى الأسلحة.  كان يعتبر شاروس جزءًا من الطبقة الدنيا في المكسيك في القرن السابع عشر. كانت كلمة شارو عبارة عن مصطلح مهين، وكان المقصود منه في الأصل الإشارة إلى وضعهم الطبقي. 
عندما أنشأ الرئيس بينيتو خواريز أول قوة شرطة وطنية في المكسيك، لوس روراليس (الشرطة الريفية) في عام 1861، كان زيهم الرسمي يعتمد على أزياء شارو لعصابات قطاع الطرق بلاتينادوس (الفضة) سيئة السمعة. في الواقع، تم تجنيد العديد من قطاع الطرق في قوة الشرطة الجديدة هذه، ويرجع ذلك في المقام الأول إلى أن الرئيس خواريز وحكومته الدستورية، التي كانت أموالها محدودة، اضطروا إلى تجنيد عصابات قطاع الطرق للقتال، أولاً في الحرب الأهلية للإصلاح (1857-1860) ثم ضد التدخل الفرنسي الذي أعقب ذلك (1861-1867) . كان زي شارو يدور حول الحفاظ على صورة ذكورية خاصة. كان من المفترض أن يُنظر إلى مرتدي زي شارو على أنه فارس ورامي وعاشق ممتاز، على الرغم من أن عددًا قليلًا جدًا من سكان الريف كانوا في الواقع الثلاثة، وفقًا لمؤرخين مثل بول جيه فاندروود.  كان يُعتقد لعقود من الزمن أن الجنرال بورفيريو دياز، "الدكتاتور الرئاسي" للمكسيك لمدة خمسة وثلاثين عامًا (1876-1911) هو الذي أنشأ الريف حتى تم اكتشاف الحقيقة حول دور خواريز في الأرشيف الوطني. لذلك، يمكن للمرء أن يجادل بأن زي شارو كان مهمًا في الثقافة المكسيكية قبل الثورة المكسيكية (1911-1920). تم حل جماعة الريف في عام 1914 من قبل الرئيس فينوستيانو كارانزا، أثناء الثورة المكسيكية.
بعد الثورة المكسيكية ، أصبحت صور التشارو مهمة للثقافة المكسيكية.  أثر الرئيس المكسيكي، بورفيريو دياز ، على فناني المارياتشي لتبني زي شارو في أوائل القرن العشرين.  كان موسيقيو مارياتشي يرافقون مغنيي الرانشيرا بدءًا من الثلاثينيات وفي الأربعينيات من القرن الماضي اعتمد موسيقيو الرانشيرا بدلة شارو.
منذ عام 1934، أصبح يوم 14 سبتمبر هو العيد الوطني المعروف باسم Día Nacional del Charro (اليوم الوطني للتشارو) ويتم الاحتفال به في جميع أنحاء المكسيك للتعرف على أهمية الفرسان والنساء في ثقافة البلاد.  تشمل الاحتفالات المسيرات وعروض الفروسية، حيث يرتدي الفرسان الزي التقليدي الشهير.  قال الشاعر الإسباني مانويل بينيتيز كاراسكو، في وصفه لأهمية الزي، "Vestirse de charro es como vistirse de México" (ارتداء ملابس شارو يشبه ارتداء ملابس المكسيك).[بحاجة لمصدر] وقد تم نشر الزي بشكل أكبر من قبل الممثلين الذين ارتدوا بدلة شارو في الأفلام التي تم إنتاجها خلال العصر الذهبي للسينما المكسيكية. 
في عام 2002، بدأ ضباط الشرطة في مكسيكو سيتي بارتداء ملابس شارو أثناء الدوريات في المناطق التاريخية بالمدينة. كان الهدف  الضباط هو "ترفيه وحماية السياح الذين يغمرون منطقة ألاميدا الوسطى". 
أثناء ال موكب الأمم الأمريكية لألعاب عموم أمريكا 2011 ، كانت ملابس شارو هي الزي الرسمي للفريق المكسيكي المضيف للألعاب . كان لديهم سترات بوليرو بيضاء، وربطات عنق مخططة باللون الأخضر والأبيض والأحمر ، وقبعة بيضاء، وأحزمة بنية، وسراويل سوداء (للرجال) أو تنانير (للنساء).

## في الثقافة الشعبية
تم ارتداء ملابس شارو في العصر الذهبي للسينما المكسيكية من قبل ممثلين مثل خورخي نيغريتي ، بيدرو إنفانتي ، إميليو فرنانديز ، بيدرو أرمينداريز ولويس أغيلار . تم تصوير شخصية جوردو ، في الشريط الهزلي الذي يحمل نفس الاسم لغوستافو أريولا ، وهي ترتدي ملابس شارو.  قصة الأطفال، La Fiesta y el Mariachi لمارتا أرويو، تصف الملابس المكسيكية التقليدية، بما في ذلك زي شارو.  احتفال سنوي يعرف باسم أيام شارو في براونزفيل، تكساس يدمج زي شارو بين العديد من المشاركين والحاضرين. 